# Юкнявичюс, Ромуальдас Миколо
Ромуальдас Миколо Юкнявичюс (лит. Romualdas Juknevičius; 18 марта 1906, Санкт-Петербург, Российская империя  — 13 апреля 1963, Вильнюс, Литовская ССР) — литовский советский театральный деятель, режиссёр, актёр, педагог, политик. Заслуженный деятель искусств Литовской ССР (1956).

## Биография
В 1921-1926 годах обучался в Каунасском высшем коммерческом училище. В 1929 году окончил  факультет гуманитарных наук Литовского университета.
Посещал курсы театрального мастерства  Балиса Сруога. В 1929 - 1932 годах учился в Государственной театральной школе актерского мастерства в Каунасе.
В 1933-1934 годах – актёр и режиссёр каунасского Молодежного театра.
В 1934–1936 годах стажировался в театрах Москвы, в 1936–1939 годах – руководитель Клайпедского драматического театра.
После Присоединения Прибалтики к СССР в июле 1940 года был избран депутатом Народного сейма Литвы (до июня 1941 года).
В 1940 году переехал в Вильнюс, где работал в Государственном театре (до 1963 года). В 1946-1948 годах был директором Жемайтийского драматического театра (Тельшяй).
В 1949—1952 годах – режиссёр Драмтеатра в Клайпеде. С 1953 года – режиссёр театра драмы Литовской ССР в Вильнюсе.
Ставил драматические произведения А. Островского «Без вины виноватые», Гоголя «Женитьба», Лавренёва «Перелом» и др.
Ставил спектакли и в других театрах республики. Снимался в кино.
Преподавал в консерватории и  университете Вильнюса.

## Фильмография
- 1959 – Юлюс Янонис
- 1956 – Игнотас вернулся домой